# Тајмс сквер
Тајмс сквер (енгл. Times Square) је једна од најзначајнијих раскрсница на Менхетну, Њујорк.
Настаје укрштањем Бродвеја и Седме авеније и протеже се од 42. до 47. западне улице. Тајмс сквер се још назива и „Раскрсница света“ или „Велики бели пут“, а најпознатији је по својим огромним и бљештавим светлећим рекламама.
У непосредној близини су лоцирана многобројна бродвејска позоришта.
Према анкети туристичког магазина Travel + Leisure из октобра 2011. године, Тајмс сквер је најпосећенија светска туристичка атракција са 39 милиона посета годишње.